# Reproducción (economía)

En economía marxista, la reproducción económica se refiere a los procesos recurrentes (o cíclicos) por los cuales las condiciones iniciales necesarias para que ocurra la actividad económica son constantemente recreadas. Karl Marx desarrolló los planteamientos iniciales de Quesnay hasta un modelo de circulación de capital, dinero y productos en el segundo volumen de El Capital.
El algodón [en bruto], el hilo, el tejido, no sólo se producen uno tras otro y uno a partir del otro, sino que se producen y reproducen simultáneamente, uno al lado del otro. Lo que aparece como efecto del trabajo anterior, si se considera el proceso de producción de la mercancía individual, se presenta al mismo tiempo como efecto del trabajo coexistente, si se considera el proceso de reproducción de la mercancía, es decir, si se considera este proceso de producción en su movimiento continuo y en la totalidad de sus condiciones, y no sólo como una acción aislada o una parte limitada de él. No sólo existe un ciclo que comprende diversas fases, sino que todas las fases de la mercancía se producen simultáneamente en las diversas esferas y ramas de la producción.
Marx distingue entre reproducción simple y ampliada (o expandida). En el primer caso, no existe crecimiento económico, mientras que en último caso, hay más producción de la que se necesita para mantener a la economía en un nivel dado, haciendo posible el crecimiento económico. La diferencia radica en que en el primer caso, la plusvalía creada por el trabajo asalariado es gastada por la persona empleadora en consumo, mientras que en el último caso, parte de ella es reinvertida en la producción.
Ernest Mandel se refiere adicionalmente a una reproducción contraída, en relación con una producción decreciente, en casos donde las operaciones de negocios se dan en cifras de pérdidas económicas (p.ej. en guerras, depresiones, o desastres - véase Joseph Tainter et al.. El Colapso de las Sociedades Complejas).

## Planteamiento teórico
Como aproximación al estudio de la actividad económica, la reproducción económica se diferencia del equilibrio económico, en que la reproducción económica no tiene que ver con la estática sino con la dinámica, p.ej. respecto del desarrollo de una economía. No está relacionado con las condiciones de un encuentro perfecto entre el suministro y la demanda bajo condiciones idealizadas, sino con las proporciones cualitativas entre las diferentes actividades o sectores económicos que son necesarios en cualquier economía real, de manera que la actividad económica pueda continuar y crecer. Y está relacionada con todas las condiciones para ello, incluyendo las condiciones sociales y técnicas, necesarias para el proceso económico. Wassily Leontief desarrolló la idea de Marx más allá en su economía de entradas y salidas.

## Reproducción económica en el capitalismo
De acuerdo a Marx, en una sociedad capitalista la reproducción económica está condicionada a la acumulación de capital. Si las personas trabajadoras fallan en producir más capital, la reproducción económica comienza a derrumbarse. De esta manera, la reproducción económica en la sociedad capitalista ha de ser necesariamente reproducción ampliada y requiere de un crecimiento de los mercados. El capital debe crecer, de otra manera los procesos se derrumban. Así, el crecimiento económico no es tan sólo deseable, sino absolutamente necesario en el capitalismo.
Bajo esta luz, la visión ecológica de una "sociedad en crecimiento cero" parece o bien utópica; o, como mucho, para alcanzarla se requeriría la abolición del capitalismo. Algunas personas argumentarán que el crecimiento poblacional hace el crecimiento económico absolutamente necesario. El debate real no es tanto sobre si "crecer o no crecer", sino sobre el tipo de crecimiento que es mejor para la reproducción (ampliada) de la especie humana como tal. El ecologismo puede argumentar de forma válida que algunos tipos de crecimiento socavan condiciones importantes para la supervivencia humana a largo plazo, sin que esto invalide otros tipos de crecimiento que son beneficiosos.

## Reproducción de la fuerza de trabajo
La reproducción puede también referirse a la reproducción diaria de la persona trabajadora respecto de su propia fuerza de trabajo. Esto consiste en las tareas de la existencia cotidiana —la preparación de la comida, la colada, etc — que mantiene a la persona y a su capacidad de estar disponible cuando su trabajo es requerido. Muchas de estas tareas domésticas han sido históricamente desempeñadas por las mujeres; de manera que son de interés particularmente para la economía feminista.